# Padre João Moutinho
O Padre João Moutinho, nascido no Porto em 1698 e falecido após 1759 em Roma, foi um religioso português da Congregação do Oratório, professor de Filosofia e escritor visionário, crítico radical da Inquisição. 
Após abandonar a sua ordem religiosa em Portugal, foi viver para Roma. Em 1755 tentou publicar em Florença um livro polémico em língua portuguesa, que foi apreendido na tipografia, o que lhe valeu depois ser detido em Roma nos cárceres do Santo Ofício. Devido à insistência do ministro português Sebastião José de Carvalho e Melo para que fosse mantido preso em Roma, terá morrido no cativeiro, no Castelo de Sant'Angelo, perto da Basílica de S. Pedro, em data incerta. 

## Biografia
Nasceu a 12 de setembro de 1698, no Porto, freguesia da Sé, filho do espadeiro Manuel Fernandes e de Maria Moutinho. Entrou em 2 de agosto de 1720 para a Congregação do Oratório de S. Filipe Néri, no Porto, tomando o hábito de noviço a 15 de mesmo mês. Lecionou Filosofia em Braga, nos Estudos de filosofia e teologia especulativa do Oratório, onde revelou as suas ideias inovadoras, que fariam dele um mentor do regalismo português. Era considerado um intransigente e um defensor de ideias extremistas, embora tenha feito muitos discípulos, segundo testemunhos seus contemporâneos.
Em dezembro de 1731 João Moutinho abandonou o hábito oratoriano, possivelmente por desacordo com os métodos tradicionais de ensino preconizados pelos seus superiores, e mudou-se para Lisboa. Em data incerta, foi viver para Roma, onde terá residido no Convento de Santa Francisca Romana. 
Em 1750, no início do reinado de D. José deslocou-se de Roma a Lisboa, para tentar persuadir a corte e os altos responsáveis da Igreja da necessidade de uma grande reforma espiritual e política em Portugal. Foi recebido em audiência pelo rei, pelo ministro Sebastião José de Carvalho e Melo e pelo cardeal patriarca de Lisboa, D. Tomás de Almeida, perante os quais defendeu a extinção da Inquisição e da Companhia de Jesus em Portugal, a reforma do ensino, o fim da perseguição dos judeus e a restituição dos bens que lhes foram confiscados, bem como a abolição da humilhante distinção entre cristãos-novos e cristãos-velhos. O seu argumento contra o "monstro" da Inquisição era o de que era "herética e maniqueísta". Foi julgado excêntrico, incompetente e até louco, pelo que em 1752 regressou a Roma, desiludido com os novos governantes e com os bispos de Portugal.
Em 1755, Moutinho deslocou-se de Roma a Florença, no Grão-ducado da Toscana, com a intenção de ali imprimir o seu livro Carta dogmático-política escrita a Sua Majestade D. José o Primeiro, em que expunha desenvolvidamente as suas ideias de reforma espiritual e política de Portugal, já apresentadas, em vão, à corte de Lisboa em 1750. A obra do ex-oratoriano continha uma crítica radical da Inquisição, baseada sobretudo em argumentação teológica. Beneficiando da benevolência de um censor religioso português nomeado pelo governo toscano, o livro obteve o imprimatur da arquidiocese de Florença e começou a ser impresso, mas logo correu a notícia de que estava no prelo um livro contra a Inquisição e a Companhia de Jesus. Foi rápida a reação dos jesuítas e do governo de Lisboa, exigindo este último de Roma a apreensão e queima do livro e a prisão do autor "num cárcere de loucos".
O censor do livro, assustado com o teor da obra que aprovara sem a ler na totalidade, alertou a tipografia de Florença, para que cancelasse a impressão. Moutinho, que entretanto regressara a Roma, foi detido em 12 de julho de 1755 e encarcerado numa masmorra do Santo Ofício romano, tendo todos os seus papeis e livros sido sequestrados. O livro, só parcialmente impresso, seria queimado, sendo apenas conhecidos hoje dois exemplares incompletos, um dos quais se acha na Biblioteca Nacional de Lisboa e outro na Biblioteca Nacional de França. O Santo Ofício romano elaborou uma censura da obra, condenando 51 das suas proposições como falsas, injuriosas, escandalosas, temerárias, malsonantes, contumeliosas, lesivas da autoridade do papa, etc., mas nenhuma delas como herética, o que teria tido as mais graves consequências. Um dos autores da censura foi Lorenzo Ganganelli, futuro papa Clemente XIV. 
Foi concedida a Moutinho pelo então papa Bento XIV a oportunidade de se retratar, o que ele aceitou e cumpriu. Em 1758, Bento XIV estaria disposto a reexaminar o processo de Moutinho com vista à sua libertação, mas o governo de Lisboa, na pessoa do já todo-poderoso secretário de Estado Sebastião José de Carvalho e Melo, duvidou da sinceridade da retratação e, temendo que o Padre Moutinho tentasse novamente publicar essa ou outras obras, insistiu com Roma para que ele fosse mantido encarcerado e inibido de escrever. O papa satisfez o desejo de Lisboa, mas transferiu Moutinho do cárcere da Inquisição para o Castelo de Sant'Angelo, fortaleza pontifícia que também funcionava como prisão. Ali continuava preso em março de 1759, ano em que os jesuítas seriam expulsos de Portugal. Segundo a única notícia que há sobre a sua morte, o Padre João Moutinho terá falecido na prisão de Sant'Angelo em data desconhecida.
O livro incompleto de Moutinho, de que poucos chegaram a ter algum conhecimento na época, caiu no esquecimento quase total. Foi reeditado em 2015 por Carlos Moreira Azevedo, acompanhado de um estudo introdutório, que revela a documentação do Santo Ofício romano sobre o caso e a atitude persecutória do governo de Sebastião José de Carvalho e Melo para com o Padre Moutinho. Como este historiador sublinha, não houve em Portugal até João Moutinho uma posição tão absoluta contra a Inquisição, exigindo a sua extinção, e a favor da reabilitação dos judeus, mesmo entre os estrangeirados como José da Cunha Brochado, D. Luís da Cunha, António Nunes Ribeiro Sanches ou Luís António Verney.
Apesar de João Moutinho ter sido perseguido implacavelmente por Sebastião José de Carvalho e Melo, este acabaria por realizar como governante uma parte das suas propostas, expulsando os jesuítas de Portugal e contribuindo para a supressão da Companhia de Jesus por Roma, reformando a instrução em Portugal, nomeadamente afastando dela os jesuítas, acabando com a distinção entre cristãos-velhos e cristãos-novos e publicando um novo regimento da Inquisição, a qual, embora não tendo sido extinta, viu os seus poderes diminuídos e subordinados à sanção real.         